# 弥栄町 (越谷市)
弥栄町（やさかちょう）は、埼玉県越谷市の町名。現行地名は弥栄町一丁目から四丁目。住居表示未実施地区。郵便番号は343-0046。

## 地理
埼玉県の東部地域で、越谷市の北東部に位置する。ニュータウンとして開発され、全域に戸建て住宅が建つ。新方川が東部境界を流れている。1丁目と2丁目の境には東西に御料堀が流れる。

## 歴史
- 1968年（昭和43年）11月1日 - 大字弥十郎、大字大吉、大字大杉、大字向畑の各一部から弥栄町一丁目から四丁目が成立[4]。大部分を占める弥十郎の「弥」と栄えるの「栄」を合成した[4]。
- 1969年（昭和44年） - 大字弥十郎の一部を弥栄町四丁目に編入する[4]。

## 世帯数と人口
2022年（令和4年）1月1日現在の世帯数と人口は以下の通りである。
| 町丁         | 世帯数    | 人口    |
| ------------ | --------- | ------- |
| 弥栄町一丁目 | 474世帯   | 1,041人 |
| 弥栄町二丁目 | 397世帯   | 893人   |
| 弥栄町三丁目 | 401世帯   | 914人   |
| 弥栄町四丁目 | 330世帯   | 736人   |
| 計           | 1,602世帯 | 3,584人 |

## 小・中学校の学区
市立小・中学校に通う場合、学区（校区）は以下の通りとなる。
| 番地   | 小学校             | 中学校             |
| ------ | ------------------ | ------------------ |
| 一丁目 | 越谷市立弥栄小学校 | 越谷市立新栄中学校 |
| 二丁目 | 越谷市立弥栄小学校 | 越谷市立新栄中学校 |
| 三丁目 | 越谷市立弥栄小学校 | 越谷市立新栄中学校 |
| 四丁目 | 越谷市立弥栄小学校 | 越谷市立北陽中学校 |

## 交通

### 道路
- 都市計画道路 浦和野田線
- 弥栄通り
- 新方川緑道

## 施設
- 越谷弥栄郵便局
- 御料堀ポンプ場
- 十両堀排水機場
- 飛行機公園
  - 弥栄会館
- 西公園
- お馬公園

なお、越谷市立弥栄小学校は区域外の北川崎にある。